# 9-Hydroperoxy-10,12-octadecadiensäure
9-Hydroperoxy-10E,12Z-octadecadiensäure ist eine konjugierte Fettsäure mit einer Hydroperoxid-Funktion und kommt natürlich als biosynthetisches Intermediat vor, das aus Linolsäure gebildet und weiter zu Oxylipinen umgesetzt wird. Ein ebenfalls vorkommendes Isomer ist die 13-Hydroperoxy-9,11-octadecadiensäure. Auch Linolensäure bildet analoge Hydroperoxide.

## Vorkommen und Bedeutung
9-Hydroperoxy-10-12-octadecadiensäure ist ein Intermediat bei verschiedenen biosynthetischen Prozessen in Pflanzen, insbesondere der Bildung von Oxylipinen. Die Verbindung ist chiral und kommt  natürlich vor allem als (S)-Enantiomer vor. Beispielsweise bildet die Lipoxygenase aus Kartoffeln bevorzugt enenatiomerenreine (S)-9-Hydroperoxy-10-12-octadecadiensäure. Die Lipoxygenase aus Tomaten bildet zu etwa 99 % das (S)-9-Hydroperoxid mit einem Enantiomerenüberschuss von etwa 82 %. Demgegenüber bildet die Lipoxygenase aus Sojabohnen bevorzugt 13-Hydroperoxy-9,11-octadecadiensäure und in geringeren Mengen das 9-Isomer und dieses auch nicht enantiomerenrein, sondern zu etwa 73 % (S)-Konfiguration und zu 27 % (R)-Konfiguration. Oxylipine, die aus der Verbindung gebildet werden, sind unter anderem Hydroxy-Verbindungen, Epoxyhydroxy-Verbindungen, Aldehyde, Ketone und Divinylether.
Ein wichtiger Prozess, der über 9-Hydroperoxy-10-12-octadecadiensäure als Intermediat verläuft, ist die Biosynthese der Colnelsäure durch eine Divinylether-Synthase (z. B. in Tabak, Kartoffeln oder Tomaten). Eine Hydroperoxid-Lyase kann die Verbindung in Aldehyde, (3Z)-Nonenal und 9-Oxononansäure, spalten. Dieser Reaktionsweg ist zum Beispiel in der Familie Cucurbitaceae verbreitet und die gebildeten Verbindungen sind wichtige Aromastoffe in Gurken und Melonen (Cucumis melo). Auch 4-Hydroxy-2-nonenal wird in Pflanzen aus 9-Hydroperoxy-10,12-octadecadiensäure gebildet, wobei fast racemisches Produkt entsteht.
Bei Grünen Pfirsichblattläusen auf Ackerbohnen wurde nachgewiesen, dass diese Oxylipine von den Pflanzen aufnehmen, darunter auch 9-Hydroperoxy-10-12-octadecadiensäure.

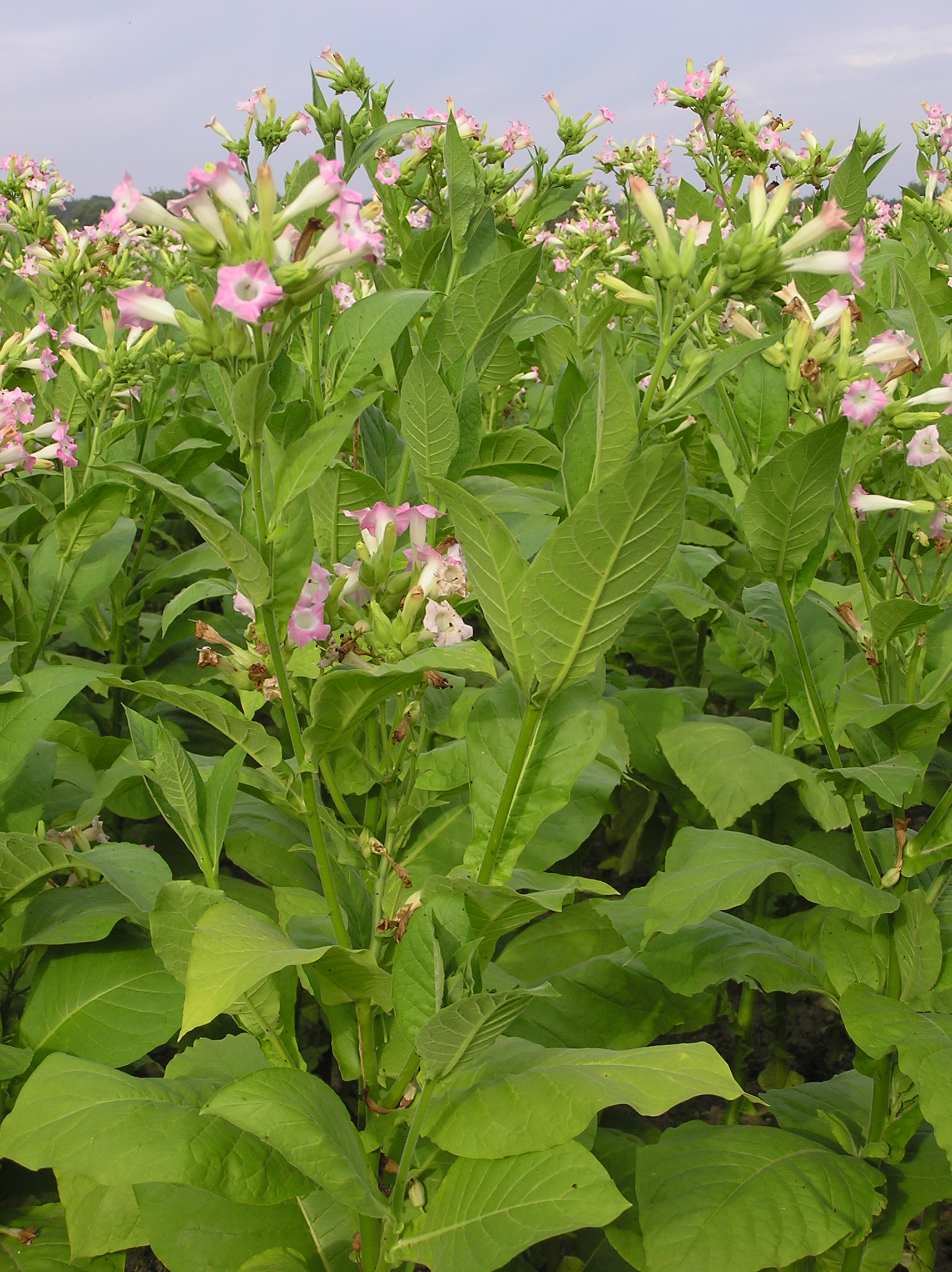
Tabakpflanze
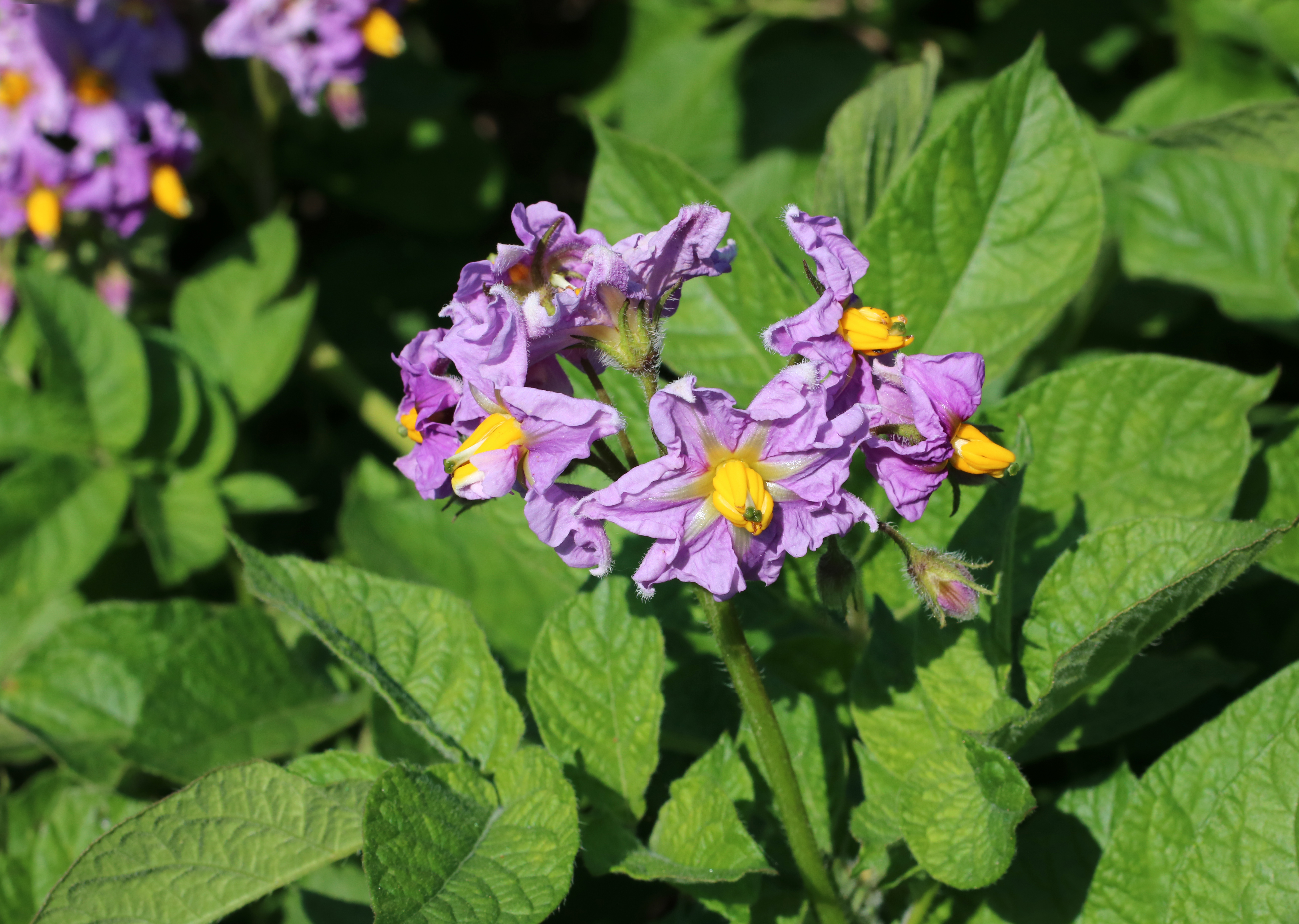
Kartoffelpflanze
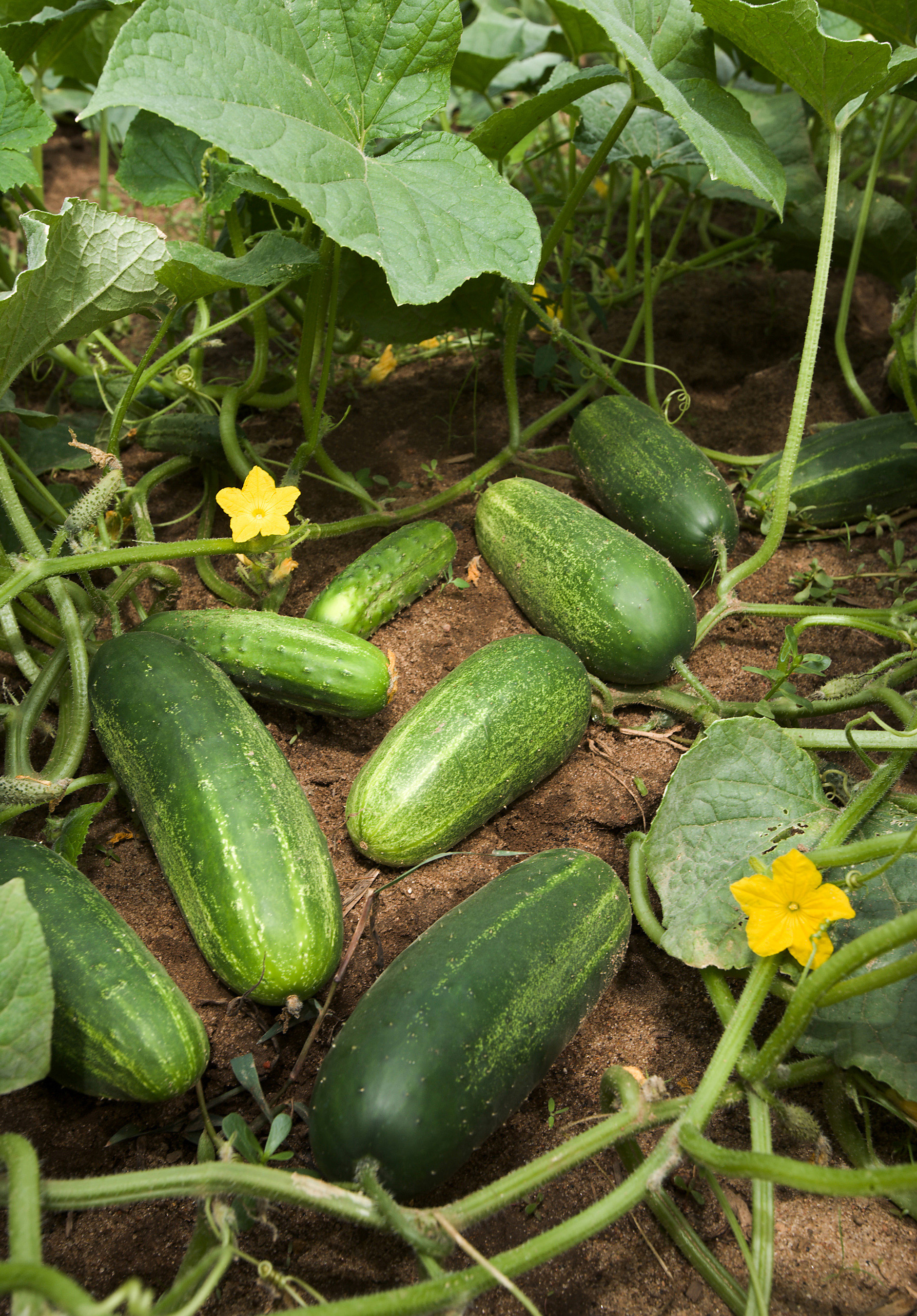
Gurkenpflanze
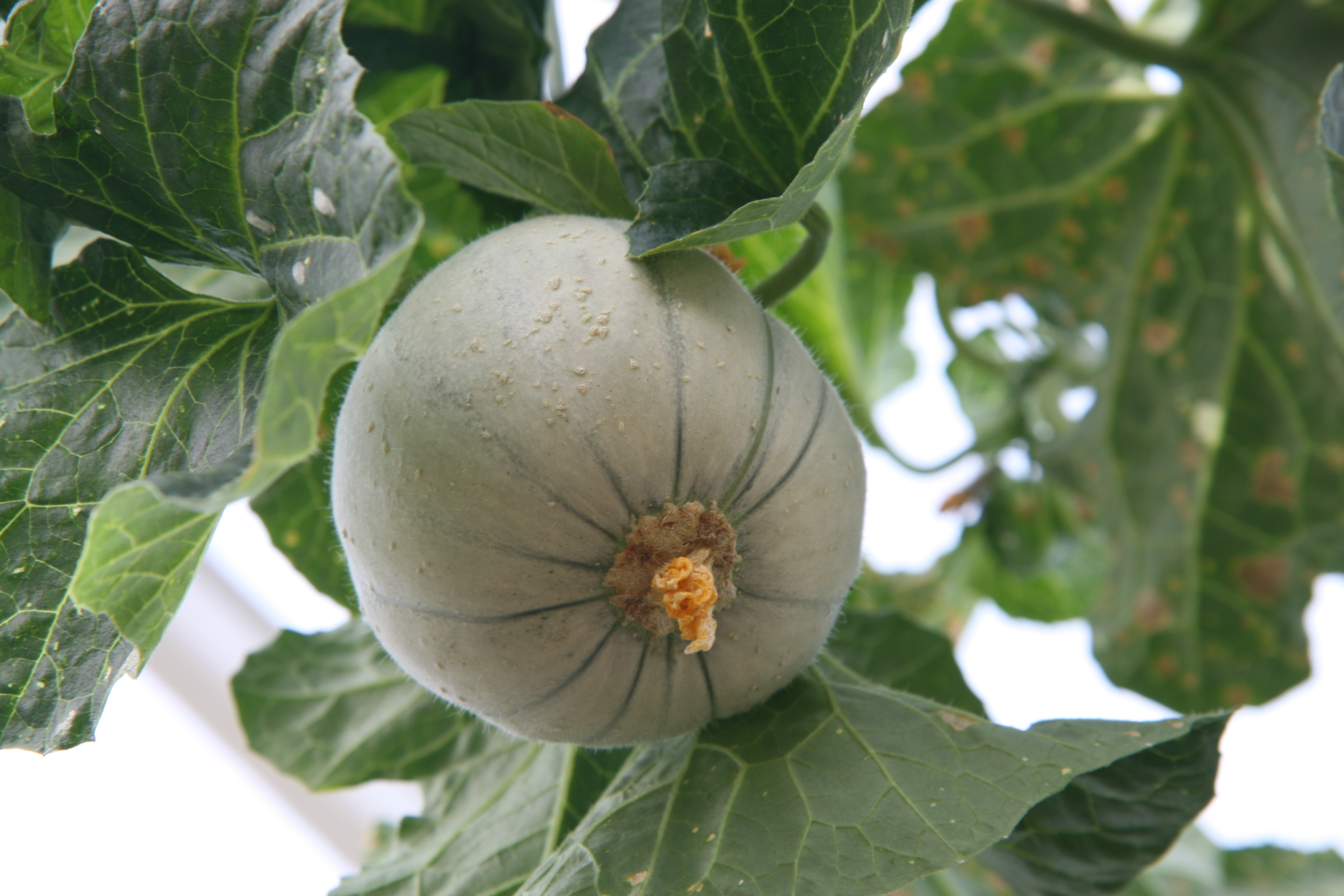
Melonenpflanze
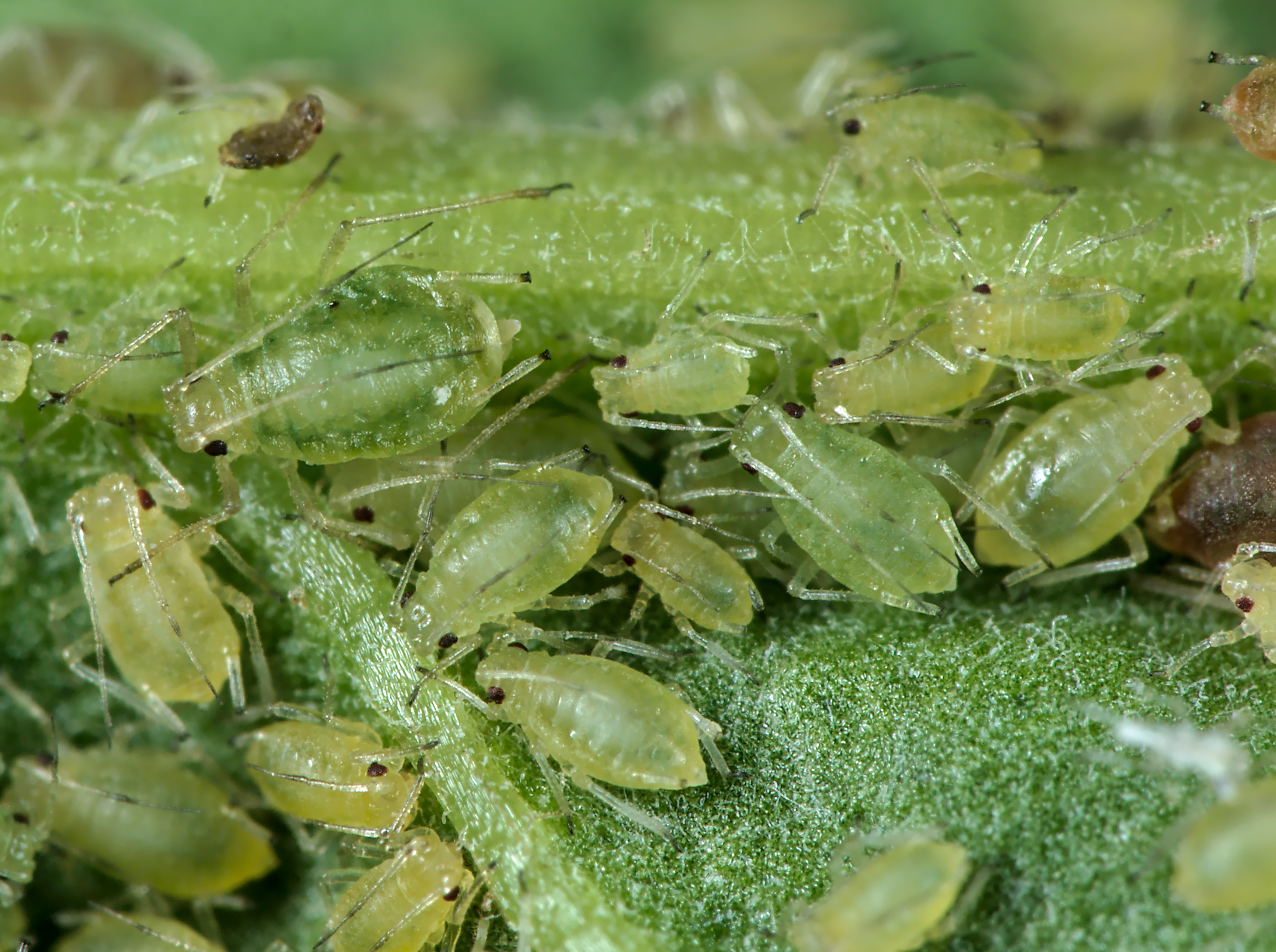
Grüne Pfirsichblattläuse

## Biosynthese
Die Verbindung wird durch eine Lipoxygenase aus Linolsäure gebildet. Die Reaktion läuft über einen antarafacialen Angriff eines enzymgebundenen Disauerstoffmoleküls und führt durch die Stereoselektivität zum (9S)-Isomer. Linolsäure kann auch 13-Hydroperoxy-9,11-octadecadiensäure bilden. Manche pflanzlichen Enzyme bilden selektiv vorwiegend nur eines der beiden Positionsisomere, andere bilden beide. Enzyme, die vor allem das 9-Isomer bilden, kommen zum Beispiel in Kartoffeln und Tomaten vor, solche, die beide Isomere bilden, z. B. in Stachelbeeren, Hefe und anderen Pilzen.

## Synthese
Die Synthese aus Linolsäure mittels eines geeigneten Enzyms (z. B. aus Mais) ist auch im Labor möglich. Die Regioselektivität hängt dabei stark vom pH ab. Bei pH 6,6 wird vor allem das 9-Isomer gebildet, bei pH 9 vor allem das 13-Isomer.

## Nachweis
Zum Nachweis werden Hydroperoxide wie 9-Hydroperoxy-10-12-octadecadiensäure vorzugsweise in stabilere Verbindungen überführt. Diese Verbindung kann konkret in Methyl-9-Hydroxystearat und dann deren Trimethylsilylether überführt werden und dieser durch GC-MS nachgewiesen werden.